# Jesús Ociel Baena Saucedo
Jesús Ociel Baena Saucedo   (Saltillo, 9 de desembre de 1984 - Aguascalientes, 13 de novembre de 2023) va ser un activista mexicà pels drets no binaris i LGBT, i magistrat electoral del Tribunal Electoral Estatal d'Aguascalientes. L'1 d'octubre de 2022 es van convertir en el primer magistrat no binari de la història d'Amèrica Llatina.

## Primers anys
Baena va néixer a Saltillo, Coahuila, on es van llicenciar i màster en dret per la Universitat Autònoma de Coahuila i van treballar com a professor de dret electoral, procés legislatiu i gestió pública a la Universitat de Desenvolupament Professional (Unidep, 2010-2011).
L'any 2012 es van traslladar a Aguascalientes, on van cursar el doctorat en Dret electoral a la Universitat Autònoma de Durango i van treballar com a secretari electoral a l'Institut Nacional Electoral (INE) i com a professor de Dret electoral tant a l'Autonòmica Universitat d'Aguascalientes (UAA, 2015-2017) i Universitat Cuauhtémoc (2012-2015).

## Activisme no binari i LGBT+
Baena va ser una destacada activista dels drets no binaris i LGBT. Com a especialista en dret electoral, van defensar la inclusió de candidats i qüestions LGBT+ dins dels partits polítics, van promoure un llenguatge inclusiu de gènere i van instar les autoritats mexicanes a emetre documents de votació i d'identitat que reflecteixin amb precisió la identitat de gènere de cada titular. El 17 de maig de 2023, Baena va fer història en convertir-se en el primer ciutadà mexicà a rebre un passaport de gènere neutre (que en aquell moment només oferien 16 països) i va jurar com a magistrat al costat d'una bandera LGBT.
Els seus èxits van ser coberts per CNN en Español i el segment va ser nominat als 34th GLAAD Media Awards dels Estats Units.

## Mort
Baena juntament amb la seva parella, Dorian Daniel Nieves Herrera, van ser trobats morts a casa seva el 13 de novembre de 2023. Segons les autoritats locals, tots dos presentaven ferides per una fulla d'afaitar, i les càmeres de seguretat no mostraven que cap tercer entrava a casa seva després d'arribar a primera hora d'un viatge a Oaxaca.
Diverses organitzacions LGBT+ van organitzar una vetlla silenciosa a la qual van assistir milers en 13 ciutats mexicanes. Van assenyalar que Baena havia denunciat amenaces de mort uns mesos abans, quan el seu amic i activista LGBT+ Ulises Salvador Nava també va ser assassinat a la mateixa ciutat, i històricament la policia mexicana havia acostumat a rebutjar de manera casual els delictes homòfobs com a "crims de passió".